# Эна (буква)

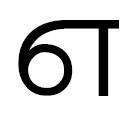

Эна ( ஏனா ) или эхарам ( எகரம் ) — седьмая буква тамильского алфавита, обозначает короткий неогубленный гласный переднего ряда средне-верхнего подъёма, используется в начале слова, внутри слова передаётся с помощью внутристрочного предписного диакритического знака оттраи комбу: க் + எ = கெ  ( икканна + эна = кэна ) .

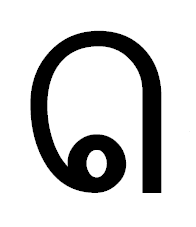
Оттраи комбу